# Erling Christie
Erling Christie (ur. 19 maja 1928 w Oslo, zm. 3 września 1996 tamże) – poeta norweski.
Wydał cztery zbiory poetyckie obejmujące zarówno własne, utrzymane w poetyce modernizmu, wiersze, jak też tłumaczenia dwudziestowiecznych poetów amerykańskich i europejskich. W 1959 r. uległ poważnemu wypadkowi, w wyniku czego stracił wzrok i pracę w gazecie.

## Twórczość
Drøm om havet (1954)
Serenade for blå gitar (1956)
Minus. Satiriske dikt (1959)
Tegnene slukner (1960)
pośmiertnie
Samlede dikt (1998)